# Мекідес Абебе
Мекідес Абебе (29 липня 2001 ) — ефіопська легкоатлетка, яка спеціалізується в бігу з перешкодами, призерка чемпіонату світу.

## Основні міжнародні виступи
| Рік                  | Змагання                 | Місце проведення        | Місце                | Дисципліна                | Результат            | Примітки             |
| Представниця Ефіопія | Представниця Ефіопія     | Представниця Ефіопія    | Представниця Ефіопія | Представниця Ефіопія      | Представниця Ефіопія | Представниця Ефіопія |
| -------------------- | ------------------------ | ----------------------- | -------------------- | ------------------------- | -------------------- | -------------------- |
| 2018                 | Юнацькі Олімпійські ігри | Буенос-Айрес, Аргентина | 2                    | 2000 метрів з перешкодами | 6.27,93              |                      |
| 2019                 | Африканські ігри         | Рабат, Марокко          | 1                    | 3000 метрів з перешкодами | 9:35.18              |                      |
| 2019                 | Чемпіонат світу          | Доха, Катар             | 11                   | 3000 метрів з перешкодами | 9:25.55              |                      |
| 2021                 | Олімпійські ігри         | Токіо, Японія           | 4                    | 3000 метрів з перешкодами | 9.06,19              |                      |
| 2022                 | Чемпіонат світу          | Юджин, США              | 3                    | 3000 метрів з перешкодами | 8.56,08              | PB                   |